# کریس اوندونگ امبا
کریس اوندونگ امبا (انگلیسی: Chris Ondong Mba؛ زادهٔ ۷ اوت ۱۹۹۳) بازیکن فوتبال است.